# Vlag van Steggerda

Vlag van Steggerda

De vlag van Steggerda is de dorpsvlag van het Nederlandse dorp Steggerda, in de Friese gemeente Weststellingwerf. De vlag is in 1983 in gebruik genomen en onthuld tijdens het 75-jarig bestaan van het dorp. Wanneer er feesten en andere evenementen zijn wordt de vlag grootschalig uitgehangen door de dorpsbewoners. Het ontwerp van de vlag is van de hand van Joke and Joachim Westenbroek.
De vlag bestaat uit een rood veld en toont in het midden vier balken in het wit en groen. De groene banen zijn smaller en duiden op de bossen rondom het dorp. Bovenin is een witte golvende lijn geplaatst terwijl De Linde symboliseert. Onderin de vlag zijn vijf witte contouren van bomen geplaatst die op gelijke afstand van elkaar zijn gepositioneerd. De bomen symboliseren het oude herenhuis De Eese. De Eese is een recreatiegebied die officieel in bezit is van de familie van Oranje-Nassau. Het gebied is echter ook gewoon voor het publiek toegankelijk.